# Домашен акар
Домашният акар (Dermatophagoides pteronyssinus в Европа и Dermatophagoides ‎farinae в Северна Америка) е малко паякообразно животно, представител на разред Акари, което живее в т.нар. домашен прах в човешките жилища. Счита се за един от най-честите ‎причинители на астма по целия свят.

## Описание
И мъжките, и женските възрастни домашни акари са с кръгла форма, с неясна сегментация на тялото, кремавобели на ‎цвят, с набраздена кутикула. Женските са с приблизителни размери 420 микрометра (микрометър) × 320 ‎‎µm; мъжкият е приблизително 420 µm × 245 µm. Акарите спадат към тип Членестоноги; ‎възрастните имат осем крака, а ларвите – шест.
Средният цикъл на живот на мъжкия акар е приблизително 19-30 дни; оплоден женски акар може ‎да живее в продължение на два месеца, като снася яйца през последните 30 дни от живота си.

## Среда на обитаване
Праховите акари живеят в съвременните човешки жилища, с подове с килими, с двойни ‎стъкла на прозорците, изолирани срещу влага. Чувстват се най-добре при температура над 25 °C и при 75% ‎относителна влажност. Температура над 60 °C за период от един час ги убива, също както и ‎замразяване.
Акарите живеят практически във всички дюшеци, матраци, килими и спално бельо
Акарите не хапят и не жилят. Хранят се основно с мъртви кожни клетки, предварително смлени ‎от гъбата Aspergillus repens. От човек пада средно 1,5 g мъртва кожа на ден (приблизително ‎‎0,3 – 0,45 kg за година), което е достатъчно да изхрани около един милион акара. ‎Акарите в спалното бельо извличат влага от дишането, потта и слюнката на човека.

## Астма
Акарите в домашния прах са един от най-значителните източници на алергени, причиняващи ‎‎алергична астма, хрема, конюнктивит и дерматит. Един от най-важните протеини, ‎провокиращ алергична реакция, е DerP1, храносмилателен ензим, намиращ се в ‎‎екскрементите на акарите. При елементарния храносмилателен тракт на акарите, голяма част от храносмилането се осъществява външно, чрез смесване на хранителни частици с храносмилателни ензими. Този процес се повтаря няколко пъти преди да се приемат окончателно. В рамките на 10 седмици един прахов микроорганизъм произвежда около 2000 екскремента и още повече частично смлени хранителни частици.
Мерките за контрол на домашния прах включват:
- Редовно почистване на прах от всички повърхности
- Замяна на килимите с балатум или ламиниран паркет
- Покриване на дюшеците и възглавниците с непромокаеми калъфи
- Редовно „замразяване“ на плюшените играчки във фризер за един ден
- Намаляване на относителната влажност до 70%, за да се забави развитието на Aspergillus

Въпреки че тези мерки могат да намалят количеството на акарите в домашния прах, все още ‎нямат успех опитите за тяхното пълно елиминиране. В последните години с успех се ползва пробиотичния препарат PIP Allergy free създаден за намаляване общото въздействие на алергени, причинени от прахови микроорганизми.
Страдащите от сенна хрема и астма са били ‎успешно подлагани на имунотерапия.